# Dem Rădulescu

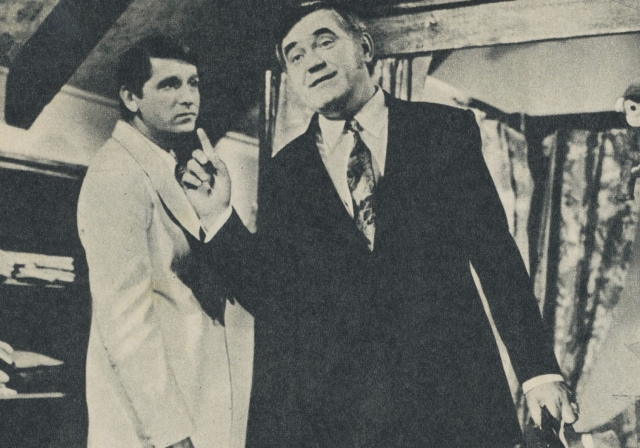
Dem Rădulescu und Sebastian Papaiani (links)

Dem Rădulescu (bürgerlich: Dumitru R. Rădulescu; * 21. September 1931 in Râmnicu Vâlcea; † 17. September 2000 in Bukarest) war ein rumänischer Schauspieler und Professor an der Nationaluniversität der Theater- und Filmkunst „Ion Luca Caragiale“ in Bukarest.

## Leben und Karriere
Dem Rădulescu wurde in eine Kaufmannsfamilie in Râmnicu Vâlcea geboren. Nach seinem Abschluss am Nicolae-Bălcescu-Gymnasium (heute: Colegiul National Alexandru Lahovari) stand er vor der Wahl, entweder eine sportliche Karriere als Boxer oder eine als Schauspieler einzuschlagen. Trotz seines Erfolgs im Boxsport entschied er sich eine Schauspielkarriere. Rădulescu studierte Schauspiel an der Nationaluniversität der Theater- und Filmkunst „Ion Luca Caragiale“. Sein schauspielerisches Talent wurde bereits 1956 erkannt, als er bei einem Wettbewerb für junge Schauspieler den ersten Preis für seine Darstellung in Steaguri pe turnuri gewann, in der er den Banditen Rijikov spielte. Dies war der Beginn seiner professionellen Karriere, nachdem er von dem Sică Alexandrescu entdeckt wurde.
In seiner Karriere arbeitete er eng mit Ion Cojar und Liviu Ciulei zusammen. Besonders in der Rolle des Farfuridi in O scrisoare pierdută erlangte er große Anerkennung. Ciulei bezeichnete Rădulescu als „ein Genie der Schauspielkunst“. Rădulescu war ein beliebter Komödiendarsteller. Neben seiner erfolgreichen Schauspielkarriere lehrte Rădulescu als Professor an Nationaluniversität der Theater- und Filmkunst „Ion Luca Caragiale“ in Bukarest. Am 17. September 2000 starb Rădulescu in Bukarest an einem Herzinfarkt. Er wurde auf dem Bellu-Friedhof beigesetzt.

## Persönliches
Dem Rădulescu war zweimal verheiratet. In erster Ehe war er mit der Schauspielerin und Tänzerin Paula Rădulescu verheiratet. Nach der Scheidung heiratete er die Schauspielerin Adriana Șchiopu, die zuvor eine seiner Studentinnen gewesen war. Ihre gemeinsame Tochter ist die Schauspielerin Irina Rădulescu.

## Auszeichnungen
Im Laufe seiner Karriere wurde Rădulescu mit zahlreichen Auszeichnungen geehrt, darunter 1967 der rumänische Orden für kulturelle Verdienste (Klasse IV). Posthum erhielt Dem Rădulescu die Ehrenbürgerschaft seiner Heimatstadt Râmnicu Vâlcea. Im Jahr 2016 erhielt er eine Sternenplakette auf der Aleea Celebrităților in Bukarest.

## Filmografie (Auswahl)
- Secretul cifrului (1960)
- Telegrame (1960)
- Dragoste la zero grade (1964)
- Neamul Șoimăreștilor (1965)
- Brigada Diverse intră în acțiune (1970) – als Gogu Steriade
- Veronica (1973) – als Motanul Dănilă
- Explozia (1973)
- O scrisoare pierdută (1977) – als Tache Farfuridi
- Saltimbancii (1981)
- Secretul lui Bachus (1984)
- Primăvara bobocilor (1987)